# Salim Kipkemboi
Salim Kipkemboi, nascido em 9 de dezembro de 1998 a Eldoret, é um ciclista queniano, membro da equipa Bike Aid.

## Biografia
Salim Kipkemboi nasceu em Eldoret, de uma tribo local. Durando a sua juventude, usava diariamente a bicicleta como meio de transporte com o fim de ir do mato, para o seu local de trabalho como condutor de mercadorias. É contratado daqui por diante pela estrutura Kenyan Riders, com a qual disputa as suas primeiras competições ciclistas. Durante a sua última temporada com esta equipa em 2016, impõe-se na Farmer´s Choice Race, uma carreira nacional.
Aos 18 anos, alinha pela equipa continental Bike Aid em 2017. Este recrutamento é permitido sobretudo pela cooperação da formação alemã com Kenyan Riders. Salim está acompanhado de dois dos seus compatriotas e antigos jogadores, Geoffrey Langat e Suleiman Kangangi.. No mês de fevereiro, toma a saída com a delegação queniana das Campeonato Africano, que teve lugar em Luxor no Egipto. Classifica-se 9.º do contrarrelógio por equipas com os seus compatriotas quenianos e 37.º da Ciclismo em estrada. Uma semana mais tarde, chega ao Gabão com sua formação Bike Aid para participar na Tropicale Amissa Bongo. Nesta prova, revela-se terminando sétimo da terceira etapa e 22.º da classificação geral. Em abril, disputa o Tour dos Alpes, a sua primeira carreira na Europa, onde é o mais jovem participante à saída. Mais bem em dificuldade, está obrigado ao abandono durante a última etapa. Durando o verão, termina 27.º do Sibiu Cycling Tour, onde toma o segundo lugar da classificação dos jovens, conseguido face ao vencedor Egan Bernal. De regresso ao continente africano, classifica-se segundo de uma etapa e sétima do Tour Meles Zenawi, na Etiópia.
Salim Kipkemoi faz os seus começos em competição em 2018 na a Tropicale Amissa Bongo, onde toma o décimo lugar. Alguns dias mais tarde, revela-se aos Emirados Árabes Unidos conseguindo a etapa rainha do Sharjah Tour, ante vários corredores profissionais confirmados. Conclui esta mesma prova ao quarto lugar, com a classificação do camisa branca de melhor jovem.

## Palmarés
- 2016
  - Farmer´s Choice Race
- 2018
  - 3. ª etapa do Sharjah Tour
  - Gatamaiyu Forest Classic
  - Eddie Njoroge Memorial
- 2019
  - 4. ª etapa da Tour de Machakos
  - 2.º da Tour de Machakos

## Classificações mundiais
| Ano             | 2017   | 2018   |
| UCI Africa Tour | 183.º. | 85.º   |
| UCI Asia Tour   |        | 107.º. |